# Fall Out
Pour les articles homonymes, voir Fallout (homonymie).
Singles de The Police
Roxanne
(1978)
Fall Out est une chanson et le premier single du groupe The Police sorti en 1977. Ce titre fut enregistré par la formation originale du groupe : Stewart Copeland (batterie), Sting (chant et basse) et Henry Padovani (guitare). 
À noter qu'il s'agit du seul disque enregistré avec Sting, Copeland et Padovani, puisque le guitariste corse est remplacé par Andy Summers en septembre 1977.
Le single est tout d'abord sorti le 1er mai 1977 sous le label Illegal Records, qui fait partie du groupe de sociétés appartenant à Miles Copeland, le frère de Stewart. Mais il n'obtient pas le succès escompté.
Il ressort en 1979 et se classe 47e des charts, soit deux mois après Message in a Bottle, qui fut numéro un des charts, titre qui consacre définitivement The Police.